# Nokere Koerse femenina
La Nokere Koerse és una cursa ciclista belga que es disputa anualment pels voltants de Nokere, al municipi de Kruishoutem, Flandes Oriental. La cursa es disputa durant el mes de març, fou creada l'any 2019 i està englobada dins el Calendari Femení UCI (categoria 1.1). La cursa es corre el mateix dia que la seva versió masculina.

## Palmarès
| Any  | Vencedora     | Segona        | Tercera           |         |
| ---- | ------------- | ------------- | ----------------- | ------- |
| 2019 | Lorena Wiebes | Lisa Klein    | Lotte Kopecky     |         |
| 2020 | suspesa       | suspesa       | suspesa           | suspesa |
| 2021 | Amy Pieters   | Grace Brown   | Lisa Klein        |         |
| 2022 | Lorena Wiebes | Lotte Kopecky | Marta Bastianelli |         |
| 2023 | Lotte Kopecky | Lorena Wiebes | Marta Bastianelli |         |
| 2024 | Lotte Kopecky | Lorena Wiebes | Lily Williams     |         |
| 2025 | Marta Lach    | Linda Zanetti | Iara Gillespie    |         |

## Palmarès per nacionalitat
| País          | Victòries |
| ------------- | --------- |
| Països Baixos | 3         |
| Bèlgica       | 2         |